# Rolf Kjærgaard
Rolf Kjærgaard har siden 2019 været adm. direktør for Vækstfonden, hvor han blev ansat i 2002 og bl.a. har været chef for udlåns- og kautionsområdet, analyse og kommunikationsafdelingen samt investeringsdirektør i perioden 2015-2019.
Inden sin start i Vækstfonden i 2002 har han været national ekspert i EU-kommissionen og specialkonsulent i Erhvervsministeriet.
Rolf Kjærgaard er uddannet økonom fra Københavns Universitet (1996) og University of California, Berkeley i USA (1994).